# کیمونو
کیمونو (به ژاپنی: 着物) لباس سنتی ژاپن است.

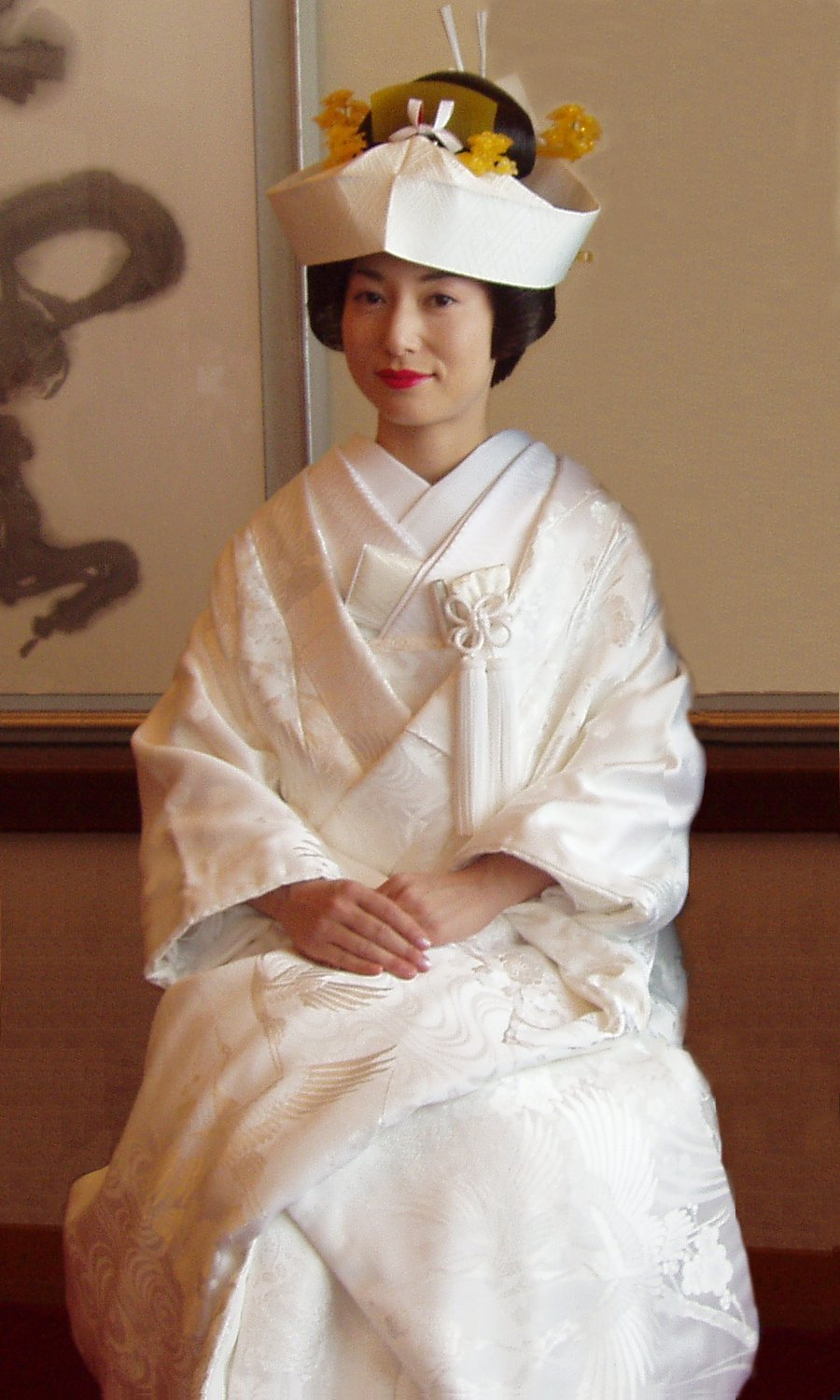
کیمونوی عروس

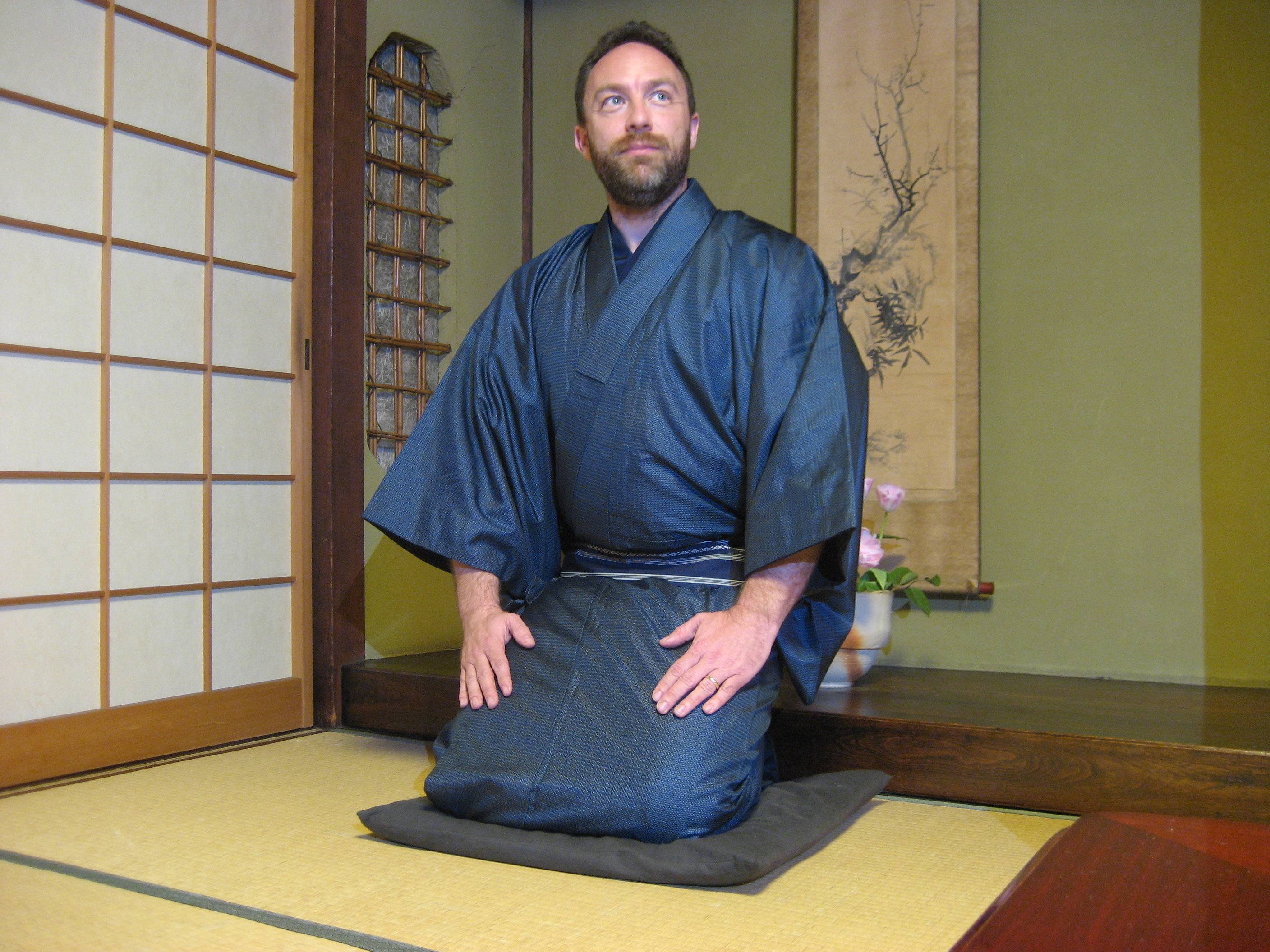
جیمی ویلز که کیمونوی مردانه پوشیده‌است

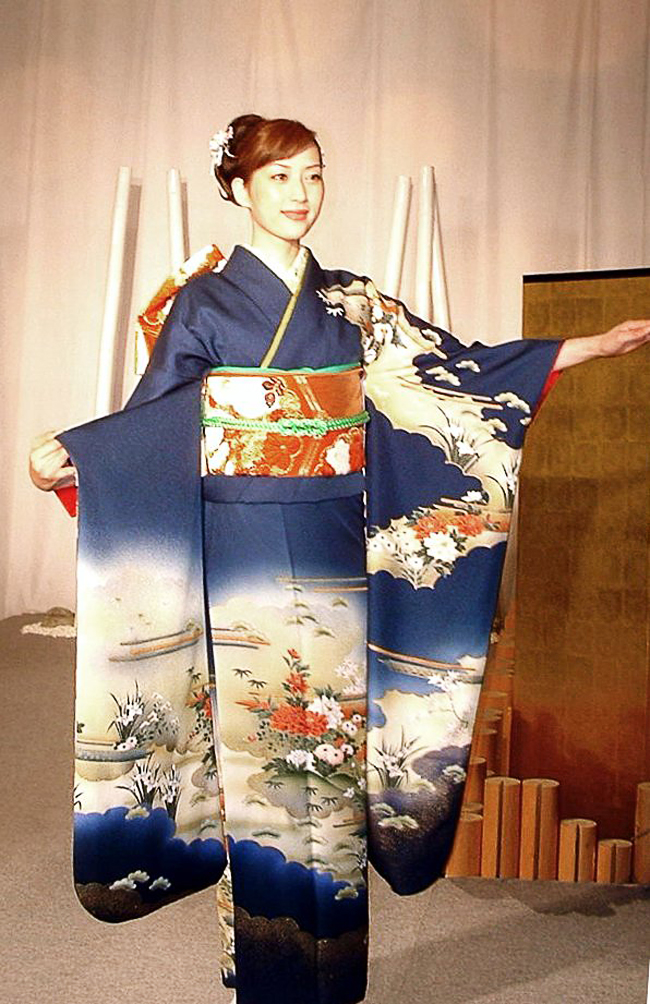
دختران مجرد کیمونوی خاصی به نام «فوریسوده» می‌پوشند.

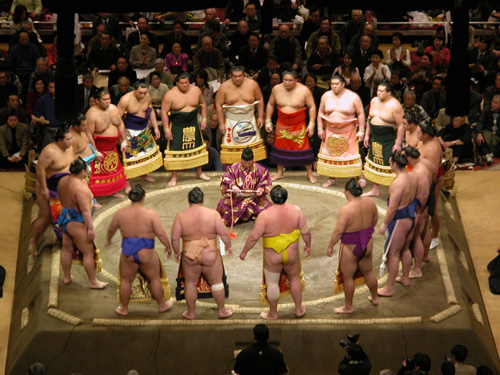
کشتی‌گیران سومو معمولاً در اماکن عمومی کیمونو به تن دارند.

کیمونو، جامه‌ای دارای آستین‌های بلند و گشاد است و بدن را می‌پوشاند.
امروزه در موقعیت های اجتماعی خاص کیمونو می پوشند. هنوز نیز عده‌ای از زنان و مردان مسن از کیمونو به عنوان لباس روزانه خود استفاده می‌کنند، اما استفاده اصلی کیمونو در مراسم چای ژاپنی، عروسی و هنر های رزمی (از جمله رشته های کنجوتسو، نینجوتسو، ایایدو و ...) است. شکل کلی کیمونوی مردانه و زنانه در طی سالیان دراز بدون تغییری عمده باقی‌ مانده و اصالت خود را حفظ کرده‌است.

## واژه‌شناسی
کیمونو در زبان ژاپنی از دو بخش کی (به ژاپنی: 着) (فعل پوشیدن) و مونو (به ژاپنی: 物) (چیز) تشکیل شده‌است که به صورت تحت‌اللفظی به معنی چیز پوشیدنی است.

## پیشینه
کیمونو از فرهنگ چین در سده ۵ (میلادی) نشات می‌گیرد و از دوران موروماچی در ژاپن شایع شد.

## متعلقات کیمونو
کیمونو را با کمربندی به نام «اُبی» می‌بندند و همراه آن پای‌افزارهای سنتی چوپین مانند «گِتا» یا «زوری» می‌پوشند. جوراب کیمونو «تابی» نامیده می‌شود. زیر کیمونو نیز لباس زیری به نام «ناگاجوبان» می‌پوشند.